# Kooperativer Föderalismus
Der kooperative Föderalismus ist eine Ausprägung des Föderalismus. Dabei sollen die einzelnen regionalen Einheiten in einem Bundesstaat möglichst zusammenarbeiten. Das Gegenteil ist der Wettbewerbsföderalismus.

## Deutschland
Anhänger eines kooperativen Föderalismus möchten die Unterschiede zwischen den Gliedstaaten möglichst klein halten und sich für gleiche Lebensbedingungen einsetzen. Der Föderalismus in Deutschland kommt dieser Auffassung entgegen, unter anderem durch die Forderung nach der Gleichwertigkeit der Lebensbedingungen in Art. 72 Abs. 2 GG sowie durch Art. 106 Abs. 3 GG, der von der „Einheitlichkeit der Lebensverhältnisse im Bundesgebiet“ spricht. Das Grundgesetz bestimmt, welche Kompetenzen dem Bund, welche den Ländern (ausschließliche Gesetzgebung) und welche Bund und Ländern gemeinsam (konkurrierende Gesetzgebung) zukommen. Darüber hinaus arbeiten die Länder beispielsweise in der Schulpolitik eng zusammen, nämlich durch die Kultusministerkonferenz, da es unerwünscht wäre, wenn Schulzeugnisse eines Bundeslandes in einem anderen nicht anerkannt werden würden.
In der Folge wird Deutschland als unitarischer (also auf Einheitlichkeit bedachter) Bundesstaat bezeichnet. Damit nähert sich das deutsche System tendenziell einem dezentralisierten Einheitsstaat an.
Anhänger des Wettbewerbsföderalismus in Deutschland kritisieren beispielsweise den Länderfinanzausgleich, bei dem reichere Bundesländer für ärmere bezahlen. Im Zuge der Föderalismusreform ist es gelungen, den Anteil von Gesetzen, bei denen sowohl Bundestag als auch Bundesrat zustimmen müssen, seit Beginn der Reform am 1. September 2006 von etwa 60 auf 41 % zurückzudrängen.

## Schweiz
Der kooperative Föderalismus in der Schweiz umfasst die Zusammenarbeit unter den Gliedstaaten, den Kantonen, oder zwischen den Kantonen und dem Bund. Der Ausgangspunkt für die Idee des kooperativen Föderalismus ist die Erkenntnis, dass die hochkomplexen staatlichen Aufgaben nur sachgemäss erfüllt werden können, wenn die Institutionen kooperieren. Der kooperative Föderalismus gewinnt in der Schweiz immer mehr an Bedeutung.
Der horizontale kooperative Föderalismus meint die Zusammenarbeit der Kantone ohne Einwirken des Bundes. Die wichtigste Form der Zusammenarbeit stellen die interkantonalen Verträge (Konkordate) dar. An zweiter Stelle stehen die interkantonalen Konferenzen. In bestimmten Themengebieten existieren sogenannte Direktorenkonferenzen, an denen sich die zuständigen Regierungsräte der betroffenen Kantone austauschen und aktuelle Schwierigkeiten besprechen. Das wären zum Beispiel die Finanzdirektorenkonferenz oder die Erziehungsdirektorenkonferenz. Im Jahr 1993 wurde die Konferenz der Kantonsregierungen geschaffen. Sie ist das zentrale Organ der Kantone, um an der Aussenpolitik mitwirken zu können.
Auch wenn bei der horizontalen Ausprägung der Bund nicht direkt beteiligt ist, legt die Bundesverfassung dennoch den Kantonen gewisse Pflichten auf. So schreibt Art. 44 Abs. 2 vor, dass sich die Kantone Beistand schulden. Die Beistandspflicht ist vor allem im Rahmen der polizeilichen Unterstützung relevant. Da der Bund kaum über Polizeikräfte verfügt, mit denen er den Kantonen zur Seite stehen kann, sind die Kantone aufeinander angewiesen. Sollte die öffentliche Ordnung in einem Kanton jedoch dermassen gefährdet sein, dass sie die Kantone nicht selbst wiederherstellen können, kann der Bund mithilfe des Militärs intervenieren.
Der vertikale kooperative Föderalismus meint die Zusammenarbeit zwischen Bund und Kantonen. Sie erfolgt im Rahmen der Rechtsetzung: Einerseits setzen die Kantone das Bundesrecht um, andererseits delegiert der Bund gewisse Rechtsetzungskompetenzen an die Kantone. Subventionen des Bundes an die Kantone sind eine weitere Ausprägung der föderalistischen Zusammenarbeit. Während früher diese Subventionen projektbezogen erstattet wurde, verlagerte sich die Tendenz seit der Neuordnung des Finanzausgleiches (2008) zu Pauschalsubventionen.
Dann existieren noch Verbundaufgaben (Art. 46 Abs. 2 BV), bei denen Verantwortung und Finanzierung zwischen Bund und Kantonen geteilt sind. Die Kantone haben hierbei primär den Vollzug inne, während der Bund die Finanzierung und die korrekte Ausführung überwacht. Eine spezifische Verfassungsregelung erfolgte im Bereich der Bildung. Der von Volk und Ständen angenommene Art. 61a Abs. 1 sieht auf sämtlichen Schulstufen eine enge Zusammenarbeit vor. Schliesslich können Bund und Kantone ausserhalb von Verbundaufgaben öffentlich-rechtliche Verträge abschliessen, sofern ein bestimmter Sachbereich das verlangt.
Horizontaler und vertikaler Föderalismus schließen sich jedoch keineswegs aus. Vertikale und horizontale Zusammenarbeit treten sogar häufig kombiniert auf. Beispielsweise beteiligen sich die Bundesräte an den Sitzungen derjenigen Direktorenkonferenz, die ihr Ressort (Departement) betrifft.